# Sant Ferriol
Sant Ferriol är en kommun i Spanien.   Den ligger i provinsen Província de Girona och regionen Katalonien, i den östra delen av landet, 600 km öster om huvudstaden Madrid. Antalet invånare är 222. Arean är 42 kvadratkilometer. Sant Ferriol gränsar till Beuda, Besalú, Maià de Montcal, Serinyà, Sant Miquel de Campmajor, Mieres, Santa Pau, Sant Jaume de Llierca, Argelaguer och Sales de Llierca. 
Terrängen i Sant Ferriol är kuperad söderut, men norrut är den platt.